# Oxira thulei
Oxira thulei là một loài bướm đêm trong họ Noctuidae.